# 擲筊
擲珓、卜珓，「珓」後來或寫作「筊」字，而為擲筊、卜筊，是中國民間信仰中人們请神明指示的儀式。所用工具稱作「珓杯」、「筊杯」，有時也稱之為「杯筊」、「杯珓」，古者以蚌殼為之，後用木、竹替代，一般是兩個約巴掌大的半月形木片，均为一面平坦、另一面中间凸出。儀式內容是將筊杯擲出，根据落下後的形状方位以探測神明之意。
筊杯的大小一般以手掌能合住為原則，但也有特別製作的大型筊杯，在民間信仰中，特殊尺寸的筊杯也必須請示神明是否合意。大型筊杯一般是放在紙錢上，雙手握好紙錢，再將筊杯甩落，這是用在廟方人員求問重要事務時，如慶典日期、作醮事宜等。
在福建與部分其他華人地區，凡是道教廟宇，在神像前幾乎都有一到數對筊杯，佛教寺院也大多有之。中國民間信仰中，許多地區的求籤儀式，都需要向神明擲筊確認。「筊杯」簡稱「筊」或「杯」，閩語稱此儀式為跋杯（也寫作跋桮、博杯，閩拼：buak55-bui55，白話字：poa̍h-poe，臺羅：pua̍h-pue），客家話則稱為跌筊仔。然而筊杯並非僅在廟中使用，家中有供神明或祖先神主者，往往也可備有一對筊杯。

## 說明
下列是陽陰組合的說明：
- 聖筊：一陽一陰（一平一凸）的組合，表示神明允許、同意，或行事會順利。但如祈求之事相當慎重，多以連續擲得三次聖筊才算數。臺語稱聖筊為聖杯（或寫作象杯；臺羅：siūnn-pue）、允杯（臺羅：ún-pue）。
- 笑筊：兩陽面（兩平面）的組合，表示神明一笑、不解，或者考慮中，行事狀況不明，可以重新再擲筊請示神明，或再次說清楚自己的祈求。臺語稱之為笑杯（臺羅：tshiò-pue）。
- 陰筊：兩陰面（兩凸面）的組合。又稱無筊，表示神明否定、憤怒，或者不宜行事，可以重新再擲筊請示。臺語稱之為陰杯（臺羅：im-pue）、無杯（臺羅：bô-pue）、怒杯（臺羅：nōo-pue）、蓋杯（臺羅：kah-pue）。

尚有特殊筊型：
- 立筊：一個或兩個筊杯直立，依習俗以金紙將之圈住保護[6]。當時，只有擲筊之人才能移動擲筊[7] ，一般人擲筊多半對神明「有所求」，相傳若為「無所求」的信徒，為了國運或公益等事項求問，較容易擲出「立筊」，且此現象，會被善信視為神明顯靈。
- 同心筊：兩筊杯相疊。
- 黏筊：其中一或二個筊杯依附在神桌桌裙、桌布或拜墊等物體垂直的布面上，亦被信眾視為神蹟[8] 。
- 隱筊：其中一或二個兩筊彈入桌底或不明地方無法得知筊面。

在民間信仰中，擲筊有幾個約定俗成的禮儀如下：
1. 一般情況下，祈求連續允筊，以三次為限。
2. 擲筊前需在神靈面前說明自己姓名、歲數、生日、戶籍地址、現居住址和請示的事情。
3. 擲筊前雙手要合住一對筊杯，往神明面前參拜之後，才能鬆手讓筊杯落下。

## 註解
1. ↑  《 朱子語類》：「伏羲當時畫卦，只如擲珓相似……宗忠簡欲假神以拒之，曰：「此有崔府君廟甚靈，可以卜珓，仍其廟有馬能如何。」……」
2. ↑  程大昌《演繁露》：「後世問卜於神，有器名‘杯珓’者，以兩蚌殼投空擲地，觀其俯仰以斷休咎。後人或以竹、或以木，略斲削如蛤形為之。」
臺灣語典：「拔環，環為環珓。古者以貝為之，後用木或用竹，狀如貝；一陰一陽，擲之以定吉凶。」
《廣韻》：「去聲、效韻、見母，敎：古孝切……珓：杯珓，古者以玉爲之。」
3. ↑  馮愛珍. . 南京: 江蘇教育出版社. 1998-12: 400. ISBN 7-211-02354-6 （中文（中国大陆））. 跋杯：/puaʔ˥ puoi˥˥/ → /puaʔ˥˥ puoi˥˥/ =〖跋珓杯〗buak21-ga55-wui55 用杯珓占卜。
4. ↑  .   [2021-08-12]. （原始内容存档于2021-08-12）.
5. ↑  劉建仁. .   [2023-04-20]. （原始内容存档于2023-04-25）.
6. ↑  . 自由時報. 2009-06-26. （原始内容存档于2012-11-11） （中文（臺灣））.
7. ↑   （页面存档备份，存于） 張克帆擲得立筊（之前也得四次聖筊）。
8. ↑   三立親聞：這算同意嗎？老翁擲出「黏筊」　廟方人員嘖嘖稱奇

## 外部連結
- 新浪網觀世音靈籤 （页面存档备份，存于） - 以擲筊結果來模擬
- 台南县学甲镇 慈济宫 网路掷杯 - 以擲筊結果來模擬，另有抽签和许愿